# لاکهید مارتین آرکیو-۱۷۰ سنتینل
لاکهید مارتین آرکیو-۱۷۰ سِنتینل (به انگلیسی: Lockheed Martin RQ-170 Sentinel) یک هواپیمای شناسایی است که توسط شرکت لاکهید مارتین ساخته شده و توسط نیروی هوایی ایالات متحده آمریکا در عملیات آزادی پایدار (جنگ افغانستان) مورد استفاده قرار گرفته‌است. از مشخصات این هواپیما اطلاعات اندکی به بیرون درز پیدا کرده‌است، اما کارشناسان نظامی معتقدند که این هواپیما، رادارگریز بوده و دارای ابزارهای شناسایی است از پهپادهای هم خانواده این نوع پهپاد MQ170 بوده که قابلیت حمل مهمات را داراست این پهپاد بیشتر به عنوان ابزاری برای جاسوسی استفاده می‌شود.
نخستین بار از این هواپیمای جاسوسی در افغانستان و طی «عملیات آزادی پایدار» استفاده شد، به همین خاطر به این هواپیما لقب جانور قندهار داده شده‌است. مقامات نظامی ایران ادعا کردند تکنولوژی بکار گرفته شده در این هواپیما با تکنولوژی‌های برخی دیگر از هواپیماهای پیشرفته ایالات متحده همسان است. تاییدهایی مبنی بر استفاده از این هواپیما در آسمان ایران و پاکستان صورت گرفته‌است. در دسامبر ۲۰۱۱، نیروهای ایرانی اعلام کردند که با هک‌کردن سامانهٔ کنترل این پهپاد و در اختیار گرفتن کنترل آن را در ایران به زمین نشانده‌اند. نیروی هوایی آمریکا نیز از گم‌شدن یک دستگاه از این پهپاد به علت نقص در سیستم موقعیت‌یابی خبر داد. در ادامه باراک اوباما رئیس‌جمهور ایالات متحده آمریکا اعلام کرد که دولت این کشور از جمهوری اسلامی ایران خواسته‌است تا این هواپیما را به دولت آمریکا بازگردانند. از این پهپاد برای عملیات جاسوسی در کره شمالی از پایگاهی در کره جنوبی نیز استفاده شده‌است.

## سابقه عملیاتی
اسکادران ۳۰ شناسایی ارتش آمریکا، از این پهپاد استفاده می‌نماید. این اسکادران که پایگاهش در فرودگاه آزمایش برد تونوپا در نوادا است، از اول سپتامبر ۲۰۰۵ فعالیت خود را آغاز نمود. آرکیو ۱۷۰ در افغانستان نیز از اواخر سال ۲۰۰۷ به کار گرفته شد. این روش استفاده به همراه مخفی‌کاری‌های صورت گرفته در ارتباط با این پهپاد باعث شده تا بیل سویتمن به آن لقب جانور قندهار را بدهد. این پهپاد در افغانستان بکار گرفته‌شد، با وجود آنکه طالبان نیز فاقد دستگاه‌های راداری است از این رو به نظر بیشتر برای جاسوسی از ایران و پاکستان مورد استفاده قرار گرفته‌است
در دسامبر ۲۰۰۹ روزنامه جوونگ آنگ دیلی از کره جنوبی در خبری از پرواز آزمایش این پهپاد در کره جنوبی اطلاع داد. این پروازها از چند ماه پیش آغاز شده و با هدف جایگزینی هواپیماهای قدیمی شناسایی لاکهید یو۲، از سوی پایگاه هوایی اوسان صورت می‌گرفت. بیل سویتمن در پاسخ به این گزارش از احتمال استفاده در افغانستان و کره‌جنوبی برای زیرنظر گرفتن تحرکات موشکی پاکستان و کره‌شمالی خبر داد.

### سرنگونی آر کیو-۱۷۰ در ایران

پهپاد آر کیو-۱۷۰ غنیمت گرفته شده در ایران

مقامات نظامی ایران در تاریخ یکشنبه ۱۳ آذر ۱۳۹۰ ادعا کردند که یک فروند هواپیمای جاسوسی از نوع لاکهید مارتین آر کیو-۱۷۰ سِنتینل را در شرق ایران با کمترین خسارت ممکن تصاحب کرده و اکنون آن را در اختیار دارند. همچنین در مستند پخش شده به اشتباه صحنه نشست و برخاست یکی دیگر از پهپادهای آمریکایی با نام عملیاتی نورثروپ گرومن ایکس-۴۷بی که تا آن تاریخ عملیاتی نشده بود را نمایش می‌دهند در ۵ دسامبر ۲۰۱۱، منابعی در ارتش آمریکا تأیید نمودند که هواپیمای بدون سرنشین از نوع آر کیو-۱۷۰ بوده و به علت نقص در سیستم موقعیت‌یابی ناپدید شده‌است. منابع رسمی تا زمان نمایش این هواپیما از سوی ایران از تأیید این خبر امتناع کردند.
در سال ۹۷ امیرعلی حاجی‌زاده دربارهٔ توضیحات درمورد عملیات غنیمت‌گیری این پهپاد اشاره کرد. وی گفت: «به دلیل بزرگی این هواپیما مجبور به بازکردن باله‌های آن شدیم تا بتوانیم آن را با تریلر جابه‌جا کنیم.»
این پهپاد، در سالنی که در آن دو فرد یکی با یونیفرم سازمانی سپاه پاسداران انقلاب اسلامی و دیگری با یونیفرم خلبانی از نیروی هوایی ارتش جمهوری اسلامی ایران حاضر بودند در تلویزیون ایران نمایش داده‌شد.
همچنین در تاریخ ۱۲ دسامبر ۲۰۱۱ باراک اوباما در یک کنفرانس مطبوعاتی اعلام کرد که دولت آمریکا خواستار بازگرداندن هواپیمای بدون سرنشین این کشور شده‌است. اوباما در این نشست خبری در واشینگتن گفت: «ما خواستار بازگرداندن آن شده‌ایم. خواهیم دید واکنش ایرانی‌ها چه خواهد بود.» رئیس‌جمهور آمریکا گفت: «در ارتباط با هواپیمای بدون سرنشین در داخل ایران، من در مورد مسائل اطلاعاتی که محرمانه هستند چیزی نمی‌گویم.»
ایران همچنین یک پهپاد از نوع اسکن ایگل را به‌طور کاملاً سالم به زمین نشاند. بعد از انتشار عکس و فیلم این پهپاد توسط رسانه‌های ایران، پنتاگون آمریکایی بودن آن را تأیید کرد اما این را که نیروی دریایی آمریکا هدایتگر این هواپیمای بدون سرنشین بوده‌است را تأیید یا تکذیب نکرد. وزیر دفاع و پشتیبانی نیروهای مسلح از تولید پهپادهای پیشرفته‌تر از پهپاد «اسکن ایگل» که اخیراً به دست نیروهای سپاه پاسداران افتاده‌است در داخل کشور خبر داد. همچنین جانشین فرمانده کل سپاه گفت: با قاطعیت می‌گویم پهپاد اسکن ایگل، عقب مانده‌تر از فناوری‌های ملی پهپادهای ماست.
به گفته فرمانده نیروی هوافضای سپاه، پهپاد «شدو» (Shadow) نیز در اختیار ایران است. در بین پهپادهای ایرانی نمونه سهند شباهت قابل توجهی به شادو دارد.
همچنین در هنگام برگزاری انتخابات آمریکا، جنگنده‌های سوخوی ۲۵ نیروی هوایی سپاه با رهگیری یک هواپیمای بی سرنشین آمریکا و شلیک به آن، باعث متواری شدن آن گشت.
این خبر توسط رسانه‌های آمریکایی چندی پس از انتخابات ریاست جمهوری آمریکا اعلام شد.

## مشخصات

### نوع هواپیما

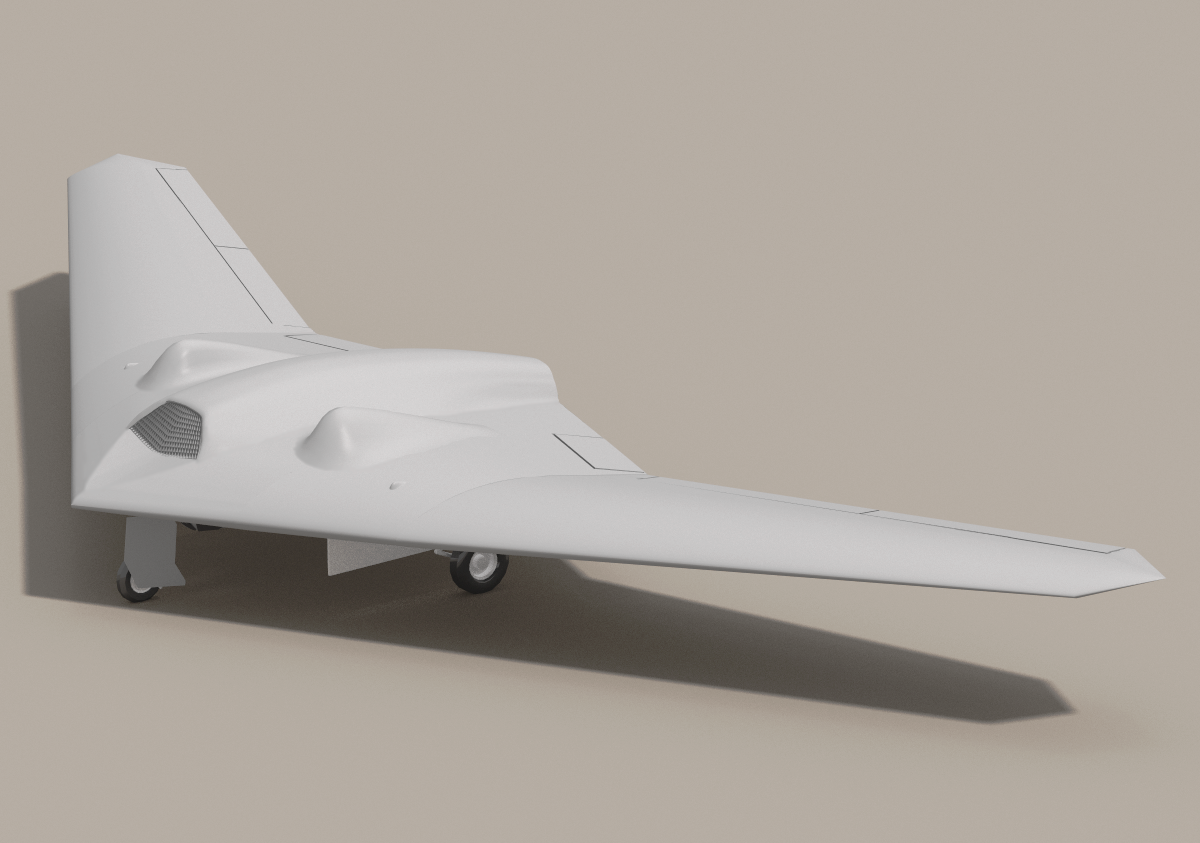
این پهپاد به «جانور قندهار» مشهور است.

این هواپیما، یک هواپیمای بدون سرنشین از نوع لاکهید مارتین آر کیو-۱۷۰ سنتینل بود. از آنجا که آمریکا سعی کرده‌است مشخصات این هواپیما را محرمانه نگه دارد، اطلاعات بسیار کمی دربارهٔ آن در دست است. این پهپاد که تخمین زده شده قادر به پرواز تا ۱۵ الی ۱۸ کیلومتری سطح زمین است، یک موتور دارد، تا حد زیادی رادارگریز بوده و در حال پرواز به سختی با چشم انسان قابل رویت است. این پهپاد ساخت سال ۲۰۰۷ است و با توجه به تصاویر منتشرشده، به نظر می‌رسد که مطابق با آخرین تکنولوژی‌های سال ساختش نیست و سعی شده با کمترین هزینه، و با خودداری از استفاده از تمام تکنولوژی‌های حساس، فقط دارای قابلیت‌های «قابل قبول و در حد نیاز» باشد. دلایل این ادعا، آن است که در طراحی بخش‌هایی از آن، تمامی قواعد رادارگریز کردن رعایت نشده‌است؛ مثلاً ورودی‌های هوای موتور با سرپوشی مشبک پوشیده شده در حالی که این روش امروزه برای هواپیماهای جاسوسی رادارگریز منسوخ شده‌است، یا این که خروجی‌های هوای موتور به جای روی بدنه در انتهای آن قرار دارد، نوک بال‌ها نیز بیش از حد منحنی به نظر می‌رسند و دریچه‌های ارابه فرود، به جای منطبق بودن با خطوط لبه حمله چهارگوش است. به‌طور کلی از اطلاعات در دست می‌توان برداشت کرد که آر کیو ۱۷۰ یک هواپیمای «تاکتیکی عملیاتی» و نه یک هواپیمای «ویژه جاسوسی» است.

### ویژگی‌های عمومی
- نیروی پیشران: نامعلوم، احتمالاً «تی‌اف۳۴» جنرال الکتریک[۱۷]

### ابعاد
- ارتفاع: ۱۰ فوت/ ۳ متر (تخمینی)
- طول بال‌ها: ۴۳ فوت/ ۱۳ متر (تخمینی)
- سرعت ۸۰۰ تا ۹۷۰ کیلومتر در ساعت (تخمینی)[۱۸]

### کارایی
- ارتفاع پروازی: ۱۵٬۰۰۰ متر
- به‌طور کلی از اطلاعات در دست می‌توان برداشت کرد که آر کیو-۱۷۰ یک هواپیمای «تاکتیکی عملیاتی» و نه یک هواپیمای «ویژه جاسوسی» است کاربرد اصلی این پهپاد در شنود سیستم‌های مخابراتی [موبایل، بی‌سیم رادیویی] و عکس برداری از مناطق نظامی و استراتژیک است.

### ویژگی‌ها خاص
- از ویژگی‌های خاص این پهپاد می‌توان به سنسورهای بسیار دقیق و حساس [اندازه‌گیر، حرارت، حرکت، تشعشع‌های رادیو اکتیو و...]، دوربین‌های قدرت مند و سیستم ناوبری هوشمند این پهپاد اشاره کرد.

## مهندسی معکوس در ایران

### مهندسی معکوس
اسرائیل مدعی شده که ایران یک کپی از مدلRQ-170 در پوشش ارائه اطلاعات در مورد پهپاد کاربردی ScanEagle آمریکا به روسیه تحویل داده‌است اسرائیل برای این ادعا شواهدی ارائه نداده‌است در نهایت ایران در ۲۱ اردیبهشت سال ۱۳۹۲ ادعا کرد توانسته این پهپاد را به‌طور کامل مهندسی معکوس نماید و از مدل کپی ایرانی آن رونمایی خواهد کرد
در تاریخ ۲۲ اردیبهشت ۱۳۹۳ ایران رسماً از نمونهٔ کپی پهپاد آمریکایی که ادعا می‌شود با مهندسی معکوس ساخته شده رونمایی کرد.
ایران شواهد و مدارکی دال بر صحت وجود توانایی‌های پهپاد کپی شده مانند توانایی‌های ابتدایی پرواز و فرود، سقف پروازی آن و توانایی‌های پیشرفته رادار گریزی، سیستم‌های کنترل هدایت و پیش رانش، توانایی جاسوسی پیشرفته و… ارائه نکرده‌است.

### پرواز در ایران
در آبان ۱۳۹۳، نیروی هوافضای سپاه پاسداران ایران موفق شد که با مهندسی معکوس پهپاد RQ 170، نمونهٔ ایرانی آن را به پرواز درآورد. اعلام این خبر، با نمایش فیلمی چند دقیقه‌ای از پرواز این پهپاد، همراه بود.

## پهپاد صاعقه
در تاریخ ۱۰ مهر ۱۳۹۵ به گزارش خبرنگار دفاعی خبرگزاری فارس جدیدترین پهپاد رزمی ایران در سری سیمرغ با عنوان «صاعقه» رونمایی شد. در تصویر ویدئویی که در این وب سایت خبری منتشر شده‌است پهپادی را بر روی یک استند به صورت مورب نشان می‌دهد که دوربین از شکم (Belly) پهپاد تصویر تهیه می‌کند آنچه از تصویر بر می‌آید نشان می‌دهد این پهپاد به لحاظ شکل هندسی شبیه RQ-170 آمریکایی است اما فاقد ارابه فرود؛ بالای پهپاد نیز نمایش داده نمی‌شود همچنین در فیلم تهیه شده قابلیت‌های پرواز، فرود، برد پروازی، سقف پروازی، نوع موتور، مداومت پروازی و رادارگریزی این پهپاد نمایش داده می‌شود